# 埃爾姆特里鎮區 (北達科他州麥肯齊縣)
埃爾姆特里鎮區（英語：Elm Tree Township）是位於美國北達科他州麥肯齊縣的一個鎮區。

## 地方資料
埃爾姆特里鎮區的面積為113.67平方千米，當中陸地面積為101.09平方千米，而水域面積為12.57平方千米。根據2020年美國人口普查的數據，當地共有人口63人，而人口密度為每平方千米0.55人。